# Yakovlev Yak-24
Le Yakovlev Yak-24 (Code OTAN Horse) est un hélicoptère bimoteur de transport à rotor en tandem développé en URSS.

## Étude et développement
En septembre 1951, à la suite d'une réunion en présence de Joseph Staline entre les meilleurs concepteurs d'avions, l'Union soviétique publie deux cahiers des charges pour des hélicoptères dans le but d'améliorer le développement des hélicoptères soviétiques. La requête pour un hélicoptère de taille moyenne pouvant transporter 12 personnes est transmise au bureau d'étude de Mil qui étudie le Mil Mi-4. La requête pour un hélicoptère plus grand capable de transporter 24 personnes est transmise au bureau d'études de Yakovlev sous la direction d' Alexander Yakovlev. Le délai demandé pour le vol des prototypes des deux types est de un an, un « soutien illimité » devant être fourni à ces deux programmes par les instituts de recherche nationaux,,.
Yakovlev réalise deux prototypes pour les essais en vol et un autre pour les essais statiques et dynamiques au sol. Le premier prototype vole le 3 juillet 1952. Il est motorisé par deux moteurs en étoile de 1 700 cv Shvetsov ASh-82 qui entrainent deux rotors en tandem inhabituels pour des hélicoptères soviétiques.Il est surnommé Letayushchiy Vagon ( russe : Летающий вагон   ) , « le wagon volant ». Les moteurs et le système de transmission sont identiques à ceux du monomoteur Mil Mi-4 déjà éprouvé mais le Yak-24 est moins performant. Ses moteurs sont couplés afin que chacun puisse entraîner un seul ou les deux rotors, mais cette configuration provoque de fortes vibrations dans la cellule . Après que les problèmes aient été partiellement résolus, le nouvel hélicoptère est commandé par l' armée de l'air soviétique et la production  commence en 1955 à l'usine n° 272 de Leningrad.
En juillet 1955, le Yak-24 est présenté pour la première fois au public à Touchino et, le 17 décembre 1955, il établit deux nouveaux records mondiaux de charge utile, soulevant une charge utile de 2 000 kilos à 5 082 mètres et 4 000 kilos à 2 902 mètres.
La seule variante produite est le Yak-24 – hélicoptère de transport militaire qui transporte jusqu’à 19 soldats, 12 civières ou 2 000 kilos de fret, y compris des canons de campagne ou une voiture militaire GAZ-69. Une mitrailleuse de 12,7 mm placée dans le nez est servie par l'opérateur radio. Le Yak-24 est aussi utilisé comme grue volante, soulevant une charge externe de 4 000 kilos .
En 1957, le modèle amélioré Yak-24U est développé à partir d'un hélicoptère de série, avec des rotors entièrement métalliques de plus grand diamètre 21 mètres et un fuselage plus large entièrement métallique. Il peut transporter 40 soldats ou 3 500 kilos de fret, y compris le chasseur de chars ASU-57. Le programme d'essai s’achève en 1958 mais il n'y a pas de production en série.
Une variante civile pour Aeroflot pour 30 passagers, le Yak-24A, est conçue en 1960, mais ne connait pas non plus la série.
Deux autres modèles sont proposés : le Yak-24K,  version VIP à neuf places et un fuselage plus court, et le Yak-24P, version civile pour 39 passagers avec deux turbomoteurs de 2 700 cv. À nouveau, aucun des deux n'atteint la production en série.
L'hélicoptère est peu connu. Les spécifications et les détails techniques varient donc selon les sources et des publications plus anciennes affirment que les Yak-24U et Yak-24A ont été produits.
Les données sur le Yak-24 sont incohérentes et parfois contradictoires., Le nombre exact d'hélicoptères produits est inconnu, avec des estimations allant de 40 à 100 unités selon la source des données. Selon des sources russes plus récentes, seulement 35 hélicoptères de série ont été construits entre 1956 et 1958 à Leningrad, en plus de deux prototypes et de trois hélicoptères de pré-série (1953-1958).
Toutes les sources s'accordent à dire que la production du Yak-24 a été interrompue en raison de problèmes techniques et que le besoin d'un hélicoptère de transport lourd a été satisfait par le succès du Mil Mi-6. La date exacte de la réforme des Yak-24 de l'armée de l'air soviétique et d'Aeroflot, est inconnue. Un Yak-24 est conservé au Musée central de l'armée de l'air à Monino, en Russie.

### Aéronefs comparables
- Boeing-Vertol 107
- Bristol Belvedere
- CH-47 Chinook
- Vertol H-21

### Ordre de désignation
Yak-23 - Yak-24 - Yak-25 - Yak-26